# 国道B2号 (ナミビア)

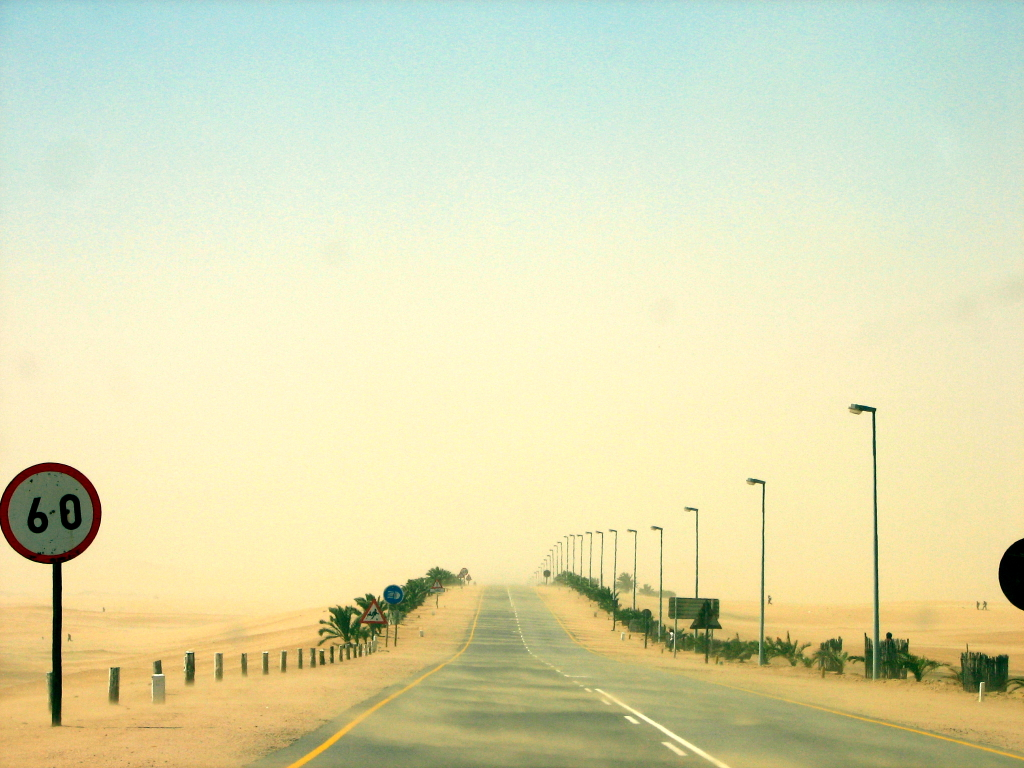
国道B2号

国道B2号（こくどうビーにごう、英:The B2、独:Nationalstraße B2）は
、ナミビア西部の国道。この道路はトランスカプリビハイウェイの一部を成す、内陸部のオカハンジャで国道B1号から分岐し、カリビブを経由してスワコプムントで大西洋岸に出て、そこから南下しウォルビスベイに至る国道である。

## 通過自治体
- エロンゴ州
  - ウォルビスベイ - デルフィンストラント - ラングストラント - スワコプムント - アランディス - ウサコス - カリビブ - ヴィルヘルムスタール
- オチョソンデュパ州
  - オカハンジャ

## 接続路線
- エロンゴ州
  - C14(Namib-Naukluft-Nationalpark、ウォルビスベイ)
  - C28（スワコプムント)
  - C34(Nationales Erholungsgebiet Westküste、スワコプムント）
  - C32（カリビブ）
  - C33（オマルル方面、カリビブ）
  - C36（ヴィルヘルムスタール）
- オチョソンデュパ州
  - C31(オカハンジャ)
  - B1（オカハンジャ）